# 張彥 (乾隆進士)
張彥（?—?），字碩人，號雲麓，贵州長順人，清政治人物、進士出身。
乾隆十七年（1752年）太后六旬壬申恩科進士，三甲一百十五名，后官安徽寧國縣知縣。